# ندية إنجليزية
ندية إنجليزية (الاسم العلمي:Drosera anglica) هي نوع من النباتات تتبع جنس الندية من الفصيلة الندوية.